# Dakos

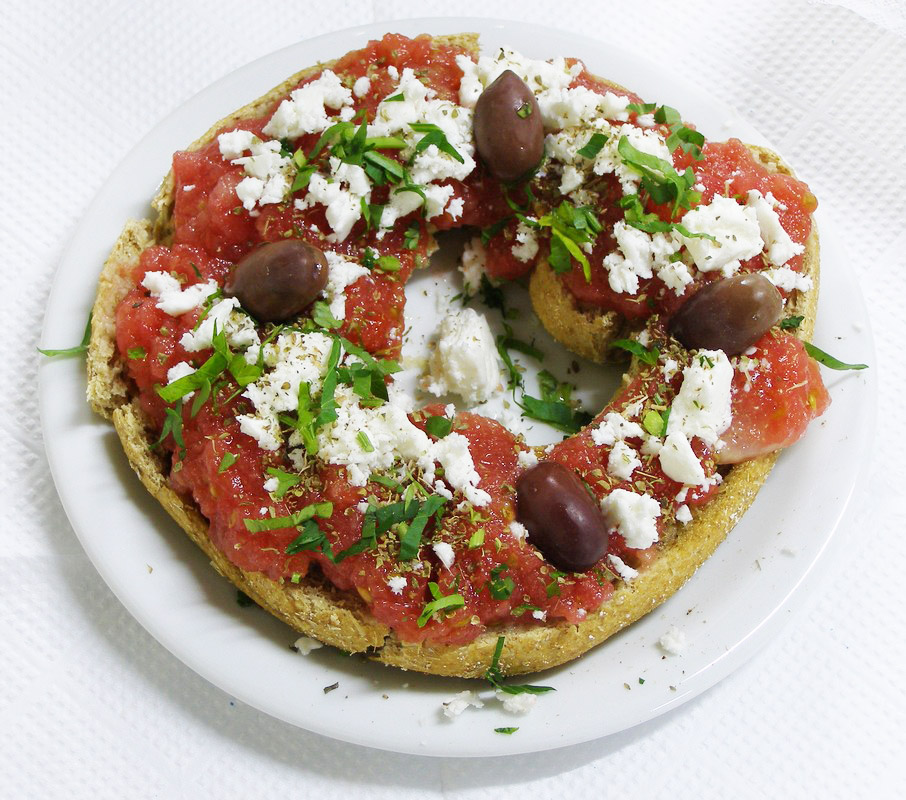
Dakos

Dakos (griechisch ντάκος) ist eine verbreitete kretische Vorspeise aus Tomaten, Kräutern und Feta auf Paximadi. Sie wird teilweise auch als Koukouvagia bezeichnet und in Speisekarten als Dakakia (ντακάκια = Verniedlichungsform) angeboten. Sie ähnelt dem italienischen Bruschetta.
Das ehemalige „Arme-Leute-Essen“ ist inzwischen auch auf vielen Speisekarten Griechenlands zu finden. Im Gegensatz zu frischem Brot war das mehrfach gebackene Paximadi früher immer und überall verfügbar (zum Beispiel bei Hirten, Fischern und Seeleuten). Dakos mit seinen einfachen Zutaten war ein Weg, daraus ein vollständiges Gericht zu bereiten. Die genaue Zubereitung variiert von Ort zu Ort. 
Zubereitet wird der Belag in seiner einfachsten Form aus geriebenen oder gehäuteten, fein gehackten Tomaten, zerkrümeltem Feta, Oregano oder ähnlichen Kräutern und Olivenöl. Zerdrückter Knoblauch, gehackte Zwiebeln und Kapern können hinzugefügt werden. Das zwiebackähnliche Gerstenbrot wird zuerst mit etwas Wasser angefeuchtet, dann mit Tomaten belegt und Olivenöl beträufelt. Die übrigen Zutaten werden zum Schluss daraufgelegt. Vor dem Servieren muss das Paximadi noch etwas durchziehen, das Gericht kann auch überbacken werden.